# Moviment dels Exploradors Hebreus d'Israel
El Moviment dels Exploradors Hebreus d'Israel (en hebreu: תנועת הצופים העבריים בישראל) (transliterat: Tnuat ha-Tzofim ha-Ivirim be-Israel) és una associació escolta jueva israeliana i coeducacional, que compta amb 80.000 membres. El moviment dels exploradors hebreus, és actualment la major organització juvenil de l'Estat d'Israel.
El moviment és membre de la Federació d'Escoltisme d'Israel, que alhora és membre de l'Organització Mundial del Moviment Escolta (WOSM) i de l'Associació Mundial de Noies Guies i Noies Escoltes. (WAGGGS).
El moviment va ser establert en 1919, els Tzofim (moviment dels exploradors hebreus) va ser el primer moviment juvenil sionista d'Israel, i és actualment el major moviment juvenil de la nació. Els Tzofim són coneguts per ser el primer moviment escolta igualitari del món, on els nois i les noies participen junts de manera igualitària.
Actualment el moviment dels exploradors hebreus té més de 85.000 membres, amb edats entre els 10 i els 18 anys, repartits en 205 tribus d'exploradors. L'any 2013, els Tzofim eren el major moviment juvenil d'Israel.
El moviment està dividit en 16 capítols regionals, que operen de manera autònoma, però tots ells estan subjectes a les provisions i als procediments del moviment escolta. Els exploradors israelians que viuen a l'estranger, tenen una direcció independent, i duen a terme activitats diferents, però tenen els mateixos valors i principis que els seus germans de la Terra d'Israel).